# Der schienenbus
der schienenbus ist ein Nachrichtenmagazin der Arbeitsgemeinschaft Schienenverkehr e. V. aus Rotenburg (Wümme).
Das Magazin erscheint sechs Mal im Jahr jeweils zu Beginn gerader Monate und ist im Bahnhofsbuchhandel für 6,90 € erhältlich. Es umfasst 100 Seiten im Format 24 × 17 cm.

## Geschichte der Zeitschrift
Im Jahr 1983 erschien der Vorläufer des schienenbus, der Eisenbahn-Club-Kurier, erstmals mit einer Auflage von fünf Exemplaren. Nachdem das ursprüngliche Heft etwas modifiziert wurde, änderte es 1988 seinen Namen in der schienenbus. Im Laufe der Jahre änderte der schienenbus immer wieder sein Layout und erhielt zu Beginn des Jahres 2013 sein heutiges Aussehen.

## Redaktion
der schienenbus wird ehrenamtlich von zehn Redakteuren (inkl. Chefredakteur) sowie weiteren 17 ständigen Mitarbeitern erstellt. Sie erhalten Unterstützung durch Artikel, Meldungen und Fotos von ihren Lesern.

## Inhalt
der schienenbus befasst sich mit dem aktuellen Geschehen der deutschen Eisenbahn und ist in verschiedene Kategorien gegliedert:
- Leitartikel: Der Leitartikel behandelt oft ein aktuelles verkehrspolitisches Thema wie die Kürzung der Regionalisierungsmittel, den Bahn-Börsengang o. Ä. Aber auch besondere Jubiläen von Bahnhöfen oder Eisenbahnstrecken sowie Ereignisse, die den Bahnbetrieb in Deutschland prägen, sind oft das Titelthema.
- Fahrzeug-Journal: Hier werden aktuelle Veränderungen in den Fahrzeugflotten der deutschen Eisenbahngesellschaften behandelt, wie etwa Neuanschaffungen, Umstationierungen, Ausmusterungen und Unfälle von Lokomotiven und Triebwagen. Kurz wird auch auf die Eisenbahnfahrzeuge anderer europäischer Länder eingegangen.
- Nachrichten: Hier findet man aktuelle Meldungen aus dem deutschen Eisenbahnverkehr wie beispielsweise Modernisierungsmaßnahmen und Stilllegungen von Strecken oder Bahnhöfen, Ausschreibungen von Verkehrsleistungen und vieles mehr. Die Nachrichten sind ihrerseits nochmals aufgeteilt in deutschlandweite Meldungen sowie die regionalen Nachrichten aus Nord-, Ost-, West- und Süddeutschland. Teilweise ergänzen die jeweiligen Redakteure Meldungen mit einem persönlichen Kommentar. Die Nachrichten füllen mit rund 50 Seiten den größten Teil des Heftes.
- Museum & Touristik: In dieser Sparte wird das aktuelle Geschehen der deutschen Museumsbahnen, Bestandsveränderungen bei historischen Lokomotiven o. Ä. behandelt.
- Termine: Hier wird auf Termine von Sonderfahrten mit außergewöhnlichen Zügen, Exkursionen zu besonderen Orten und Veranstaltungen, die das Eisenbahnwesen betreffen, hingewiesen.
- Medienmarkt: Hier erfährt man auf meist drei oder vier Seiten, welche Bücher, DVDs und Videos über die Eisenbahnen in den letzten Monaten erschienen sind. Der Redakteur beschreibt die Inhalte der betreffenden Artikel und gibt seine Empfehlung ab.
- Letzte Seite: Auf der letzten Seite findet man kuriose und bemerkenswerte Geschichten aus dem Bahnalltag.